# Francisco Javier Guerrero Aguirre
Francisco Javier Guerrero Aguirre (Ciudad de México, 1 de noviembre de 1965) es un abogado, político y académico mexicano, designado secretario para el Fortalecimiento de la Democracia de la Organización de los Estados Americanos (OEA) en 2015, siendo el primer mexicano en asumir dicho cargo.  Previo a este puesto fue consejero del Instituto Federal Electoral del 15 de agosto de 2008 al 30 de octubre de 2013, donde presidió la Comisión del Registro Federal de Electores y es integrante de la Comisión de Organización Electoral.

## Educación
Licenciado en Derecho por la entonces Escuela Nacional de Estudios Profesionales Acatlán de la Universidad Nacional Autónoma de México (1983-1987), cuenta con la maestría en Análisis de Conflictos Internaciones por la Universidad de Kent, en Canterbury, Inglaterra (1989-1990) y el Doctorado en Relaciones Internacionales por la misma institución (1991-1995), a través del Consejo Británico y del Consejo Nacional de Ciencia y Tecnología respectivamente, amén de recibir la Beca Eisenhower en los Estados Unidos y de ser investigador invitado en las Universidades de Harvard, George Washington y de California, San Diego, así como en la Organización para la Cooperación y el Desarrollo Económico.

## Carrera
Ha sido director del Centro de Estudios Sociales y de Opinión Pública de la Cámara de Diputados (2007-2008); coordinador de asesores de la presidencia de la Mesa Directiva de la Cámara de Senadores (2001-2006); subcomisionado nacional "A" de la Comisión Nacional de Arbitraje Médico (2000); coordinador de asuntos internaciones y de asesores en la Secretaria del Trabajo y Previsión Social (1998); titular de la Coordinación General de Atención al Derechohabiente del Instituto de Seguridad y Servicios Sociales de los Trabajadores del Estado (1997-1998); asesor en la Procuraduría General de Justicia del Distrito Federal (1996-1997); así como coordinador y catedrático de la Maestría en Economía y Gobierno (1997-2008) y del Doctorado en Gestión Estratégica y Políticas del Desarrollo (2002-2008) de la Universidad Anáhuac México Norte.
Fue también presidente del Instituto de Capacitación y Desarrollo Político (1999-2000) y coordinador de la zona norte de la Fundación Cambio XXI -hoy Fundación Colosio- (1994) del Partido Revolucionario Institucional.

## Obras y participación en medios de comunicación
- Grandes temas para un observatorio electoral ciudadano (Instituto Electoral del Distrito Federal), 2007.
- Léxico de la política (Fondo de Cultura Económica), 2000.
- Los intelectuales y los dilemas políticos en el siglo XX (Triana), 1996.
- Articulista de la Revista Examen del PRI (1999-2000), de los periódicos La Crónica (1999-2001) y El Financiero (2006-2008), y colaborador del programa televisivo Desde las cámaras… bajo la lupa de Proyecto 40 (2006-2008).